# Chinnampalayam
Chinnampalayam è una suddivisione dell'India, classificata come census town, di 7.191 abitanti, situata nel distretto di Coimbatore, nello stato federato del Tamil Nadu. In base al numero di abitanti la città rientra nella classe V (da 5.000 a 9.999 persone).

## Geografia fisica
La città è situata a 10° 40' 09 N e 77° 03' 17 E.

## Società

### Evoluzione demografica
Al censimento del 2001 la popolazione di Chinnampalayam assommava a 7.191 persone, delle quali 3.699 maschi e 3.492 femmine. I bambini di età inferiore o uguale ai sei anni assommavano a 520, dei quali 256 maschi e 264 femmine. Infine, coloro che erano in grado di saper almeno leggere e scrivere erano 5.941, dei quali 3.173 maschi e 2.768 femmine.